# Joels bok
Joels bok är en av böckerna i judendomens Neviim ("profeterna") och kristendomens Gamla Testamente. Namnet betyder "Jahve är Gud".

## Historisk kontext
Exakt när Joel verkade är osäkert. Det finns inga direkta tidsangivelser i texten. Implicit kan man dock härleda följande:
- Templet i Jerusalem står kvar (1:13f)
- Juda står inför en kommande invasion (1:6, 2:1-11)

Detta betyder att invasionen som texten syftar på kan vara en av flera. Kanske handlar det om:
- 701 f.Kr. – Assyriens anfall mot Jerusalem
- 597 f.Kr. – Babyloniernas första attack mot Juda, som skedde som en följd på Judas uppror mot stormakten.
- 587 f.Kr. – Judas fall
- efterexilsk tid

## Personen
Överlag nämns väldigt lite om Joel i texten. Man får i den inledande versen reda på hans fars namn, Petuel. Det finns hypoteser som menar att Joel var präst eftersom talen var påverkade av gudstjänst- och bibelspråk. Han omnämns även i rabbinsk tradition som en levit.

## Budskap
Joels budskap börjar med en skildring om en stor gräshoppsinvasion, som äter upp landets grödor. Denna bild verkar även ses som en bild om en kommande här, vilken ska invadera landet. 
Därefter börjar Joel att mana folket till omvändelse med en rad starka bilder. En exempeltext är Joel 2:13:
| ”                         | Slit sönder era hjärtan, inte era kläder, och vänd åter till Herren, er Gud. Han är nådig och barmhärtig, sen till vrede och rik på kärlek... | „ |
| – Joel 2:13 i Bibeln 2000 | |   |

Värt att påpekas är att hjärtat under gammaltestamentlig tid inte stod för känslor och kärlek som idag. Hjärtat ansågs istället vara viljans och moralens centrum. 
I de flesta av gamla testamentets profetior varvas domsord med ord om hopp och frälsning. Joels bok är inget undantag för detta. Efter att Joel har manat folket till omvändelse följer några kända ord av hopp från Gud, det talas om att Gud ska utgjuta sin Ande över folken, även slavarna. Detta skall enligt Apostlagärningarna ha uppfyllts den första pingsten. Därefter följer ytterligare domsord över nationerna runt omkring Juda. Boken avslutas med ord om dessa nationers straff och Judas räddning.